# Houston (Delaware)
Houston é uma vila localizada no estado americano de Delaware, no condado de Kent.

## Geografia
De acordo com o United States Census Bureau, a vila tem uma área de 0,8 km², onde todos os 0,8 km² estão cobertos por terra.

### Localidades na vizinhança
O diagrama seguinte representa as localidades num raio de 16 km ao redor de Houston.

## Demografia
Segundo o censo nacional de 2010, a sua população é de 374 habitantes e sua densidade populacional é de 437,6 hab/km². Possui 157 residências, que resulta em uma densidade de 183,7 residências/km².